# Chipoka
Chipoka ist eine Stadt in Malawi, die am Malawisee liegt. Hier sind die malawische Eisenbahn und der Fährverkehr über den See verknüpft. Chipoka ist einer der vier großen Häfen des Landes und ein wichtiger Verkehrsknoten in Malawi. Die Stadt wurde 1935 an das Bahnnetz Malawis angeschlossen. Die Stadt hatte 2018 laut Volkszählung 6.395 Einwohner. Sie liegt auf einer Höhe von 471 Metern über dem Meeresspiegel.
Nach der Stadt ist der in der Nähe lebende Chipoka-Maulbrüter (Melanochromis chipokae) benannt.